# Barbey-Seroux
Barbey-Seroux település Franciaországban, Vosges megyében. Lakosainak száma 144 fő (2022. január 1.). Barbey-Seroux Arrentès-de-Corcieux, La Chapelle-devant-Bruyères, Gérardmer és Granges-Aumontzey községekkel határos.

## Népesség
A település népességének változása:
| Lakosok száma | 140  | 143  | 150  | 148  | 146  | 145  | 143  | 144  | 144  |
|               | 2013 | 2015 | 2016 | 2017 | 2018 | 2019 | 2020 | 2021 | 2022 |